# Statsadvokaten for Særlig Kriminalitet
|  | Sammenskrivningsforslag Artiklen Statsadvokaten for Særlig Økonomisk Kriminalitet er foreslået føjet ind i Statsadvokaten for Særlig Kriminalitet. (Siden maj 2024) Diskutér forslaget |

Statsadvokaten for Særlig Kriminalitet (SSK) er en statsadvokatur i Danmark, som behandler straffesager med en særlig høj kompleksitet og fører disse i Landsretten. SSK blev pr. 1. januar 2022 oprettet som erstatning til Statsadvokaten for Særlig Økonomisk og International Kriminalitet (SØIK), også kendt som Bagmandspolitiet. Som en del af Anklagemyndigheden er SSK sideordnet med de regionale statsadvokaturer - Statsadvokaten i København, som fører ankesager ved Østre Landsret, og Statsadvokaten i Viborg, som fører ankesager i Vestre Landsret. Derudover er SSK underordnet Rigsadvokaten, som fører straffesager i Højesteret.
Anklagemyndigheden, som SSK er en del af, hører under Justitsministeriets ressortområde.

## SSK's opgaver
SSK varetager for det første behandlingen af straffesager, der indeholder en særlig kompleks karakter. Det vil sige straffesager med en særlig høj grad af økonomisk og organiseret kriminalitet, hvor der navnlig formodes at være begået en forbrydelse ved anvendelse af særegne forretningsmetoder, eller som på anden vis er af særlig kvalificeret karakter. Dette gøres i samarbejde med National enhed for Særlig Kriminalitet (NSK), som er politienheden, der efterforsker en given forbrydelse.
SSK fører for det andet tilsyn og udfører legalitetskontrol med straffesagsbehandlingen i NSK, hvilket sikrer, at straffesagsbehandlingen udføres ud fra lovlighedsmæssige hensyn.
For det tredje varetager SSK behandlingen af internationale straffesager, navnlig om folkedrab, forbrydelser mod menneskeheden krigsforbrydelser og andre alvorlige forbrydelser begået i udlandet, hvor efterforskningen og strafforfølgningen forudsætter særlig viden og indsigt i forholdene i udlandet, og at der etableres et samarbejde med myndigheder institutioner, organisationer mv. i andre lande.
Ud over de konkrete straffesager bliver SSK inddraget i lovforberedende og internationalt arbejde.
Medarbejderne i SSK består af jurister og administrative medarbejdere.